# テミスの剣
『テミスの剣』（テミスのつるぎ）は、中山七里の推理小説である。『別册文藝春秋』にて2013年11月号から2014年7月号まで連載され、2014年10月24日に文藝春秋より単行本が発売された。司法制度と冤罪をテーマとした社会派ミステリーである。
主人公は『連続殺人鬼カエル男』や『贖罪の奏鳴曲』にも登場する渡瀬であり、物語は彼がまだ浦和署の巡査部長だった昭和59年から始まる。彼がなぜ埼玉県警へ異動となったのか、そして今の警部となりえたのかという前日譚を描きながら物語は平成24年へと続き、彼が部下の古手川を光崎の法医学教室へ1人で行くように命じたり、警視庁と埼玉県警の合同捜査で犬養と組むように伝えるなど、後半は『切り裂きジャックの告白』とクロスオーバーする場面もある。また、『静おばあちゃんにおまかせ』に登場した高遠寺静の現役時代、そして退官することになったいきさつも描かれ、エピローグでは前述の作品でカップルとなった葛城公彦と高遠寺円が静の墓参りに訪れるなど、著者の他の作品とも関わりが強い。

## あらすじ
昭和59年11月2日、浦和インター付近のホテル街にある久留間不動産で主人の兵衛と妻の咲江が何者かに刺殺されているのが発見された。浦和署強行犯係に所属する渡瀬巡査部長も、教育係である鳴海健児警部補に呼び出され現場へと赴く。金庫がこじ開けられ中身が無くなっていたことから物取りの犯行かと思われたが、鳴海が出資法の上限を超えた金利がついた貸付金に対する入出金の帳簿が書斎に隠されているのを見つけ出し、兵衛が違法な高利貸しをしていたことが判明する。そして捜査会議で上に報告しないまま、帳簿に書かれていた65人の顧客1人1人をあたっていった2人はついに楠木明大という男に突き当たる。任意同行でひっぱるが明大は否認。しかし鳴海が恫喝し続け、疲弊しきった明大に「本格的な取り調べで否定すればいい」と渡瀬が宥め、自白を得ることに成功する。殺人容疑で逮捕後も熾烈な取り調べは続き、それでも殺人についてだけは決して認めなかった明大だったが、鳴海は家宅捜索で見つけたという兵衛の血糊付きのジャンパー、そして明大にとって大きな存在である母親をちらつかせた末、ついに殺人を認める供述調書にサインをさせる。
昭和61年2月1日、東京高等裁判所では楠木明大の控訴審が開始される。結局明大は罪状認否の段階で無罪を主張したが時すでに遅く、一審は黒澤勝彦裁判長により死刑が言い渡されていた。第一回公判では鳴海や渡瀬も召喚され、明大は暴力によって自供させられたと訴えるが、当然のごとく鳴海らはそれを否定。裁判長の高遠寺静は、明大の無実の叫びを聞き、別の自分がどこかで警笛を鳴らしているのを理性で押し止めながら、控訴棄却・一審支持の判決を言い渡す。しかしそれを聞いた明大の生気が失われたような目を見た瞬間、静は今まで感じたことのない悪寒、そしてもしかして判断を誤ったのではないかという疑念を抱く。裁判はそのまま止まることは無く、上告して最高裁でも棄却された明大は死刑が確定。そして昭和63年7月15日、楠木明大は死刑執行を待たずして、東京拘置所内で自殺してしまう。
平成元年。定年退職した鳴海に代わり、渡瀬は堂島とともに大原で起こった盗難事件や上木崎で起こった強盗殺人事件の捜査にあたっていた。手口が似ていることから同一人物による犯行ではないかと考えた渡瀬らは、羽振りが良いと評判の元錠前技師の迫水二郎に辿りつく。そして2件の犯行を認めさせた渡瀬だったが、そこで密かに抱いていた疑念…この2件と手口が似ている5年前の久留間不動産の殺人事件の犯人もお前ではないのかという禁断の質問をしてしまう。そして余罪の全てを自白して改悛の情を示せば自分のメリットとなり、冤罪と決まれば警察にとってはデメリットしかないという現状をおもしろがった迫水は、あっさりと5年前の犯行も自分だと認めてしまう。
パンドラの箱を開けてしまい、明大逮捕の決め手となった血糊のついたジャンパーも鳴海が作った偽りの証拠であることを知った渡瀬は思い悩み、尊敬する東京高等検察庁の検事・恩田嗣彦や、控訴審判決を出した高遠寺静に面会を求める。「あなた自身の正義を」という2人の言葉に背中を押された渡瀬は、「迫水の供述調書を渡せ」と同じ浦和署の複数の人間から襲われた夜、恩田に迫水の送検を頼む。楠木が冤罪だったことはマスコミにも知れ渡り、すぐに世間はヒートアップ。埼玉県警本部や控訴審を審理した東京高裁などに抗議電話が殺到し、事件関係者はゴシップを含め矢面に立たされた末に多くの人間が降格処分や辞職に追い込まれた。しかし鳴海はすでに警察を辞めているだけでなく公訴時効3年を過ぎているためお咎め無し、そして渡瀬も上からのお達しに守られ、処分どころか埼玉県警本部への異動が決まる。自責の念とやりきれない思いに後悔する渡瀬だったが、明大の両親に謝罪に行き、激昂しながらも伝えてくれた明大の父・辰也の言葉に従い、事件を決して忘れず、思い込みや先入観にとらわれない真っ当な刑事になることを決意する。
時は流れ、平成24年3月15日。埼玉県警捜査一課の警部となっていた渡瀬は、府中刑務所から出所したばかりの迫水二郎が府中市新町の公園のトイレで脇腹を刺されて殺されたという新聞記事を見つける。自らの事件に決着をつけるため、渡瀬は管轄外だと疎まれながらも情報を集め、迫水の出所情報を明大の事件関係者に送りつけていた者がいることを突き止める。

## 登場人物

### 警察関係者
渡瀬（わたせ）
本作の主人公。昭和59年時は浦和署強行犯係所属の刑事で、階級は巡査部長。交番勤務の時にたまたま職務質問した相手が連続強盗事件の容疑者だったことと、その直後に手配中の放火犯も捕縛したことで念願の刑事となった。いかつい顔で拗ねたような目とヘの字口をしているが、まだ不良少年の面影を残しており、下の名前は聞いた者が思わず吹き出してしまいそうなくらい可愛い。プライベートでは結婚して1年目であり、官舎に住んでいる。計算が得意。下戸ではないが、酒豪でもない。被害者の無念を思い起こすことで犯罪者への憎悪を喚起するということを習慣的に行うようにしている。
楠木の事件にのめり込みすぎて妻をないがしろにしたため、妻の遼子からは三行半を突き付けられる。世間に楠木の事件の冤罪が発覚後、浦和署から埼玉県警本部に異動となり、平成24年には警部として捜査一課の1つの班も任され、検挙率は他の班から抜き出ている。個人としても埼玉県警で検挙率は常にトップだが、「あいつは隙さえあれば上司の足を引っ張ろうとする」「必要以上に近づくな」と陰口を叩く者もおり、昇進もなくずっと警部に据え置かれている。
鳴海 健児（なるみ けんじ）
渡瀬の教育係兼パートナーであるベテラン刑事。階級は警部補。捜査畑一筋で、有言実行ぶりと執念はものすごく、落とすと宣言した容疑者は必ず落とす。テクニックは他の追随を許さず検挙率は浦和署で1,2位を争うほど刑事としては優秀だが、傍若無人で下品、性急で粗暴さが目立つなど、人の上に立つ器量ではない。ごま塩頭の五分刈り、中肉中背。風貌は十人並みだが、強面で目が狐のように細くて陰険な印象を与え、警察官というより猟師のようにも見える。ワープロ打ちが苦手で報告書はいつも手書きをしている。
平成元年3月に定年退職。退職後は退職金で越谷市郊外に中古物件のストレート葺きの木造2階建てを買い、1人暮らし。退官して2か月で80歳に見えるくらいに老けた。
平成19年の冬、自宅で冷たくなっているのを発見された。誰とも交流がなかったため、死後3週間たってからの発見だった。
堂島（どうじま）
浦和署強行犯係所属の刑事。鳴海が退職した平成元年からは渡瀬のパートナーとなる。渡瀬よりも3つ年上。物腰は柔らかく包容力もあり、組織には従順なタイプ。渡瀬が迫水から楠木の事件に関する供述調書をとってしまうと、それをなんとか破棄させよう躍起になった。
楠木の冤罪が世間に知れた後は警察をクビになり30歳半ばで何度もハローワーク通いをして警備会社になんとか就職した。
平成24年、まだ50代にもかかわらず皺は深く醜い。いじけた目をしている。
杉江（すぎえ）
渡瀬や鳴海が所属する班の班長。階級は警部。鳴海の能力と実績を知っているため、時には単独プレイも容認するが、それはうまくいけば自分の功績になるという思惑があるためで、決して懐が深いわけではない。
寺内
鳴海と渡瀬が楠木を取り調べた時に記録係を担当していた刑事。
国枝（くにえだ）
浦和署鑑識課係長。渡瀬が強行犯係に配属されて以来、いくつも同じ事件を担当したことがある。楠木の事件で証拠物件の管理をしていた。真面目で温和で面倒見はいいが、上司に逆らうほどの気骨さはない。既婚で官舎住まい。記憶力はある方。
末永（すえなが）
検視官。久留間夫妻の検視を担当した。
濱田（はまだ）
埼玉県警管理官。いざとなれば責任を浦和署に転嫁しそうなタイプ。久留間夫妻の事件を指揮する。
来宮（きのみや）
埼玉県警警務部監察官室所属。階級は警視。凛として優しげで一見人当りがよさそうに見えるが、丁寧な言葉遣いの中に皮肉をまぎれこませる。
【平成24年】
古手川（こてがわ）
埼玉県警捜査一課渡瀬班の刑事。渡瀬のほぼ独断で警視庁と埼玉県警の合同捜査となった事件へ派遣され、警視庁捜査一課の麻生班の犬養（いぬかい）とパートナーを組むよう命令される。まだ若く慎重さには欠けるが、フットワークが軽いところは評価できると渡瀬は思っている。
栗栖（くりす）
課長。渡瀬の上司。自分のところに火の粉が飛んできそうな時だけ口を出す腰巾着タイプ。声は甲高い。感情が表情に現れやすい。
里中（さとなか）
埼玉県警本部長。ノンキャリアを印象づけるために人情派を演じているが、口でいうほど現場に理解があるわけでもなく、責任はとるものではなく回避するものだと思っている。権威主義で功利主義。
麻生（あそう）
警視庁捜査一課所属の班長。渡瀬とは以前何度か顔を合わせたことがある。渡瀬より10歳は年下だが、見識が広く懐の深そうな男。
葛城 公彦（かつらぎ きみひこ）
警視庁捜査一課所属。若く、実直さと愛想の良さだけが取り柄のような刑事。
殺された迫水の身元がわかったため、迫水の事件関係者で唯一残っている警察関係者の渡瀬に話を聞きにやってくるが、逆に渡瀬に質問攻めにあう。
高遠寺静の孫である高遠寺円と付き合っている。
桐島（きりしま）
迫水が殺された事件の捜査本部で指揮をとっている葛城の上司。渡瀬も知らぬ間柄ではないが肚が読めないところがある。自分の担当事件に他人が首をつっこむことを何より嫌がる。

### 事件関係者
久留間 兵衛（くるま ひょうえ）
さいたま市緑区浦和インター付近のホテル街にある「久留間不動産」の主人。背中や脇腹を7回刺され、失血死していた。兄弟もすでに他界している。
久留間 咲江（くるま さきえ）
兵衛の妻。階段の真下で胸を一突きにされて死んでいた。姉妹は東北に在住。
松山 那美（まつやま なみ）
兵衛と咲江の1人娘。事件時は北海道拓殖銀行の行員の夫と結婚して北海道にいたため、無事だった。しかし平成9年に夫の銀行が破たん。人に使われる人生は嫌だと言った夫と夕張市で農業をはじめるが、8年目で市の補助が下りなくなり、借金を背負う。平成23年ごろに離婚したため都内に転居。新宿区歌舞伎町1丁目、新宿コマ劇場跡東側にあるバーに雇われ、城島沙紀（じょうじまさき）という店員と働いている。平成24年時点で40代後半。
沓澤（くつざわ）
久留間不動産の向いにあるラブホテル「シャトー山猫」女性支配人。事件当時はいち従業員で、久留間夫妻とは普段から挨拶を交わす中だったが、2人の死体の第一発見者となってしまった。平成24年時点で60過ぎに見える。美人ではないが、笑うと子供のように愛嬌がある。
楠木 明大（くすのき あきひろ）
久留間兵衛が持っていた高利貸しのリストにいた65人の中で唯一アリバイが立証できず、容疑者として浮かび上がった男。昭和34年6月7日生まれの25歳、痩せぎすの男。「クマザワ板金」に勤めていたが、会社にまで久留間からの取り立ての電話があったり、無断欠勤など勤務態度も元々良くなかったことからクビになった。浦和市辻、辻熊野神社の裏手にある木造アパートの205号室で1人暮らしをしているが、母親への依存度は高い。
久留間夫妻殺害の容疑で逮捕され、裁判でも死刑が確定するが、獄中で自殺する。
楠木 郁子（くすのき いくこ）
明大の母親。一人息子のため、明大を溺愛している。息子に殺人容疑がかけられたと知り、「優しい子なのに何かの間違いです！」と取り乱し、渡瀬にも強く抗議する。冤罪だとわかってからは最初に間違いを起こした鳴海と渡瀬を激しく憎むが、頭髪は以前の半分ほどになり、しわも増えて足元もおぼつかないなど年数以上に老いていた。神経衰弱がひどく、精神安定剤などを服用しないと正気を保っていられない。
平成24年に再び渡瀬が面談した時には認知症が始まっており、渡瀬のこともわからなくなっていた。
楠木 辰也（くすのき たつや）
明大の父親。出張で家をあけることが多かったため明大との関わりは母親ほどではなかったが、息子の無実を信じていた。ビル建設の仕事を20年近くやっていたが、親会社に息子のことがばれ、下請けの身だった会社に居づらくなったため、平成元年には所沢市神島町5丁目の瓦葺き木造二階建ての家に引っ越し、コメ作り野菜作りの生活に変わっていた。
平成24年時、80近くになってもまだ農家を続けており、冤罪をうんだ渡瀬らを憎み続けている。
鏑木 幸之助（かぶらぎ こうのすけ）
病院経営者。大原在住。4人家族。クリスマス旅行で家を空けていた時に窃盗に入られ、現金200万あまりと妻所有の貴金属14点、そして預金通帳と印鑑を盗まれた。
高嶋 艶子（たかしま つやこ）
上木崎3丁目、159号線沿いに住んでいる。平成元年、自宅で脇腹から心臓を一突きにされて殺されているのを発見される。
高嶋 恭司（たかしま きょうじ）
艶子の夫。貿易商で、事件時はフランスへ出張中だったため1人助かった。迫水の無期懲役が決まった時、自宅は売り払った。
平成24年時は千代田区神田淡路町、靖国通りから2本裏筋に入ったところにあるビルの18階にある自宅兼仕事場「インポート高嶋」で貿易商を続け、輸入雑貨を扱っている。
高嶋 芳樹（たかしまよしき）
恭司と艶子の息子。5歳。母親の艶子とともに、脇腹から心臓を一突きにして階段のすぐ下で殺されていた。よく捨て猫を拾って母親を困らせたり、小動物をいじめる小学生に向かって行くなど優しい子だった。
迫水 二郎（さこみず じろう）
32歳、独身。錠前技師。ありあわせの物でピッキングのツールを自作できるほど腕は良かったが、2年も前に鍵屋を辞め、いまだ再就職のクチが無いにもかかわらず家賃も滞納することなく、競馬場に入り浸っていると仲間内から名前があがったことで捜査線上に浮かびあがった男。北浦和、17号線中山道沿いのアパートに住んでいる。中肉中背の角刈りで、日本人離れした彫りの深さのわりに顔は貧相。猫背。慎重。
渡瀬による取り調べで、久留間夫妻殺害、そして鏑木家での窃盗、そして高嶋親子殺害の真犯人であることを自供する。裁判では永山基準が採用され死刑になりそうだったのを、「家庭の愛情を知らずに育った」「被害者を殺したのはものの弾みだった」など精神鑑定の誇大妄想や思考傷害を補充意見として掲示した弁護士の作戦により無期懲役となった。両親は判決が出てから数年の間に相次いで亡くなり、兄弟は元からおらず、親類縁者との交流もほぼ無い。
府中刑務所で服役する。5421号という呼び名（囚人仲間からはサコさん）で怠けず威張らず、誰に対しても腰が低く、挨拶を忘れず笑みを絶やさない模範囚で洗濯作業に従事し、23年間服役したあと、平成24年3月15日に55歳で出所。出所後は足立区西新井に住む保護司の田丸惣一のところで世話になる予定だったが、出所したその日に公衆トイレで脇腹を3度刺されて死んでいるのを高校生に発見される。

### 裁判関係者
高遠寺 静（こうえんじ しずか）
日本で20番目の女性裁判官。第一刑事部部総括判事。退官まで残り少ない。夫はすでに他界し、娘の美紗子（みさこ）も嫁いでしまっている。
楠木明大の控訴審の裁判長を務め、一審支持（死刑）判決を下すが、のちにそれが冤罪であったことを知らされ、けじめをつけるために自ら退官を決める。
住崎 清二（すみざきせいじ）
東京高等検察庁の検事。慇懃無礼がネクタイをして歩いているような態度をとる男。楠木明大の控訴審の担当検事。息子がいる。
冤罪発覚後、過去に公安委員長の息子が起こした人身事故を不起訴にしてしまった事案などをマスコミに取りざたされ、法務省から降格・左遷が決まったが、その異動を待たずして辞職した。
黒澤 勝彦（くろさわ かつひこ）
楠木明大の第一審の時の裁判長。静の司法修習生時代の1つ上の先輩で、敬愛する人物。温厚な性格そのままに温情判決で知られた判事。
既婚だが、冤罪発覚後は静とのありもしないロマンスを報じられてしまう。
山室（やまむろ）
楠木の事件の一審を担当した浦和地検の検事。冤罪発覚後、週刊誌にやり玉にあげられ、性癖で注目を浴びてしまう。
連城 邦弘（れんじょう くにひろ）
東京高等裁判所長官。静の一期上で黒澤と同期。大体は無表情だが気難しいわけではなく、感情を読まれないために表情を殺している。実際には広範な知見と揺るぎのない倫理観をもっている。
梶浦 正義（かじうら まさよし）
楠木明大の一審・二審の国選弁護士。淡々と仕事を進めるタイプ。
多嶋 俊作
楠木明大の控訴審時の右陪審。任官10年目。法律論の組み立て方は整然としており、各判例との対比も的確である。
佐村 武志
楠木明大の控訴審時の左陪審。去年判事補になったばかりの新人。若いが、沈着かつ論理的な解釈ができる。
恩田 嗣彦（おんだ つぐひこ）
東京高等検察庁の検事。自分が担当する案件に少しでも納得がいかないことがあると人任せにせず自分で所轄など訪れる稀有な存在であり、相手が一介の警察官でも決して偉ぶることなく常に敬意を払う姿勢で接することができる人物であるため、起訴を任せる刑事からは信頼がおけると評判。渡瀬とは楠木とは別の案件で知り合って以降、顔を合わせると世間話をする仲。住崎とは同期。
平成24年2月、さいたま地検の検事正に就任。58歳だが、髪は黒々として若々しく見える。

### その他
渡瀬 遼子（わたせ りょうこ）
昭和59年時、新婚1年目の渡瀬の妻。基本的には夫に従順だが、渡瀬が楠木の冤罪を暴露した後、離婚届を残して出ていく。
白須 長雄（しらすながお）
鋭利な刃物で頸動脈を掻き切り、絶命後に右の眼球を持ち去るという手口の連続殺人犯。20代の美人を2人殺した。渡瀬が手錠をかけ、府中刑務所に服役中で、洗濯業務を担当している。39歳だが白髪が多く、口元は善人そうだが目は笑っていない。人間観察に秀でている。
迫水について、「聖人君子のフリだけはアカデミー賞ものだった」と評価する。
兵頭（ひょうどう）
帝都テレビ社会部記者。視聴者が興味のあるものを対象から引き出す能力に長けている。マスコミの中で真っ先に楠木郁子にインタビューする。
尾上 善二（おのうえぜんじ）
埼玉日報社会部記者。短躰でどこにでも潜り込む様子と、奥にひっこんだ目と齧歯類を思わせる反った前歯から「ネズミ」と呼ばれ、下衆なネタを下衆な方法で仕入れて下衆な記事にするため、仲間からも疎まれている。笑い方に品がない。必要以上に新聞記者という肩書は振りかざさないが、四六時中斜に構えたような物言いをする。楠木の事件時はまだ入社したばかりだったが、埼玉県警史上最悪の事件だったため、知識は教え込まれた。
生稲 奈津美（いくいな なつみ）
昭和50年代、宝塚歌劇団出身の新進女優としてデビューし、初主演作となったNHKの連続テレビ小説は視聴率20パーセント超えとなったため、一気に売れっ子となる。しかし人気絶頂期は短く、落ち目になってきた昭和55年、コンピュータ・ソフト関連企業の社長で実業家の山本智也（やまもとともや）と結婚し、事実上引退。玉の輿にのったようだったが、昭和59年8月に山本が証券取引法違反で逮捕、そして家宅捜索で大麻が見つかり捜査の手は奈津美にもおよんだ。
楠木の事件当時はこのスキャンダルで芸能ニュースを騒がせていた。平成24年は渋谷区広尾1丁目の高級マンションに1人暮らし。55歳になるはずだが、30代にしか見えない。女優は引退したまま。
高遠寺 円（こうえんじ まどか）
静の孫。交際中の葛城公彦と静の墓参りに訪れ、専業主婦にはならず、おばあちゃんのような裁判官になるつもりだと静の墓と渡瀬の前で宣言する。

## 書評
本作も著者が得意とするどんでん返しがあることが謳われているが、ミステリー評論家の茶木則雄は楠木の任意の取り調べ中、供述調書に署名捺印させた直後に別の刑事が逮捕状を突き付けるシーンについて、「警部補でしかない鳴海の独断専行ではなく、組織ぐるみの違法行為であることを示すなど、作者は実に巧妙に腐り切った警察組織を暗示して見せる。唸るほかない。」と、それが隠された伏線であることに言及。その他、秘密の暴露に関する主人公・渡瀬の勘違いについても述べたうえで、「現実世界でこんなことあり得ないだろう、とリアリティに疑問を抱いた読者ほど、はたと膝を打つことだろう」「近頃これほど驚嘆し、納得したどんでん返しもない」と評価している。また、作品自体についても「司法の正義と冤罪というテーマ自体が斬新なわけではないが、ここまで徹底的に全方位へ鉄槌を下した作品は珍しい」と述べた。その他、産経新聞では物語が昭和59年から平成24年という長い期間を描いていることについて触れられており、「時間軸のジャンプが効果的。刑事の成長譚であり、罪と罰をめぐる年代記でもあり…。起伏に富み、疾走感抜群。ミステリー的な仕掛けも期待を裏切らない。」という書評が掲載されたり、書評家の藤田香織が「作品リンクも興味深い一気読み確実の傑作。」とコメントを出している。

## 書籍情報
- 単行本：文藝春秋、2014年10月24日発売[1]、ISBN 978-4-16-390149-7
- 文庫本：文春文庫、2017年3月10日発売[7]、ISBN 978-4-16-790804-1、解説：谷原章介

## テレビドラマ
テレビ東京特別企画としてテレビドラマ化され、2017年9月27日に放送された。主演は上川隆也。上川は主人公の刑事・渡瀬の20代から50代までを演じる。

### キャスト
- 渡瀬 - 上川隆也
- 鳴海健児 - 高橋克実[10]
- 田口今日子（週刊誌記者・鳴海健児の娘） - 前田敦子[10]
- 渡瀬遼子 - 堀内敬子
- 迫水二郎 - 高橋努
- 楠木明大 - 中村倫也
- 堂島ひとみ（浦和中央署 刑事一課 巡査部長 渡瀬の後輩刑事） - 野波麻帆
- 楠木郁子 - 高林由紀子
- 沓澤睦美 - ふせえり
- 松山那美 - 東風万智子
- 栗栖警視 - 飯田基祐
- 高嶋恭司 - 東根作寿英
- 白須長雄 - 八十田勇一
- 梶浦弁護士 - 猪野学
- 野々村（浦和中央署 警務部 巡査部長） - 和泉崇司
- 生稲奈津美 - 原久美子
- 楠木辰也 - 伊東四朗（特別出演）[10]
- 国枝警部 - ベンガル
- 杉江警部 - 菅原大吉
- 高遠寺静 - 余貴美子[10]
- 恩田嗣彦 - 船越英一郎[10]
- 加納竜、鼓太郎ほか

### スタッフ
- 監督 - 星護
- 脚本 - 伴一彦
- 音楽 - 佐橋俊彦
- 警察監修 - 石坂隆昌
- 法律監修 - 日比谷共同法律事務所（成田茂、鈴木智有、宮岡遼）
- スタント - 釼持誠
- 技術協力 - バスク
- 照明協力 - ラ・ルーチェ
- 美術協力 - グループ飾り屋
- VFX - 日本テレビアート
- チーフプロデューサー - 中川順平
- プロデューサー - 松本拓[11]、佐藤敦（松竹）
- ポスプロ - 松竹映像センター
- 制作プロダクション - 松竹撮影所東京スタジオ
- 制作協力 - 松竹
- 制作著作 - テレビ東京